# Dietrich von Altenburg

Dietrich von Altenburg, nemški plemič in vitez, * ?, Altenburg, † 1341, Thorn.
Med letoma 1335 in 1341 je bil veliki mojster tevtonskih vitezov.

## Življenjepis
Sprva je bil Komtur Ragnit (1320–24) in Balgaja (1326–31). Leta 1331 je postal veliki maršal tevtonskega reda, pri čemer je zavzel Kujavijo iz poljskih rok. Zaradi domnevnih zločinov med slednjo kampanjo se je moral zagovarjati pred papeškim tribunalom.
Po izvolitvi za velikega mojstra se je posvetil gradnji in obnovi redovnih gradov, vključno z glavnim redovnim gradom Marienburg.
Zaradi bolezni je oktobra 1341 umrl v Thornu (današnjem Torúnu) na poti na pogajanja s Poljsko. Kot prvi veliki mojster je bil pokopan v Kapeli sv. Ane v marienburškem gradu.
Predloga:Hochmeister
1. 1 2  Record #138736782 // Gemeinsame Normdatei — 2012—2016.